# 科濟納 (季斯梅尼齊亞區)
49°5′2″N 24°44′58″E / 49.08389°N 24.74944°E
科濟納（烏克蘭語：Козина），是烏克蘭西部的村莊，隸屬伊萬諾-弗蘭科夫斯克州的伊萬諾-弗蘭科夫斯克區。該村始建於1577年，面積8.52平方公里，2001年人口651，人口密度每平方公里76.4人。